# Noordse combinatie op de Olympische Jeugdwinterspelen 2012

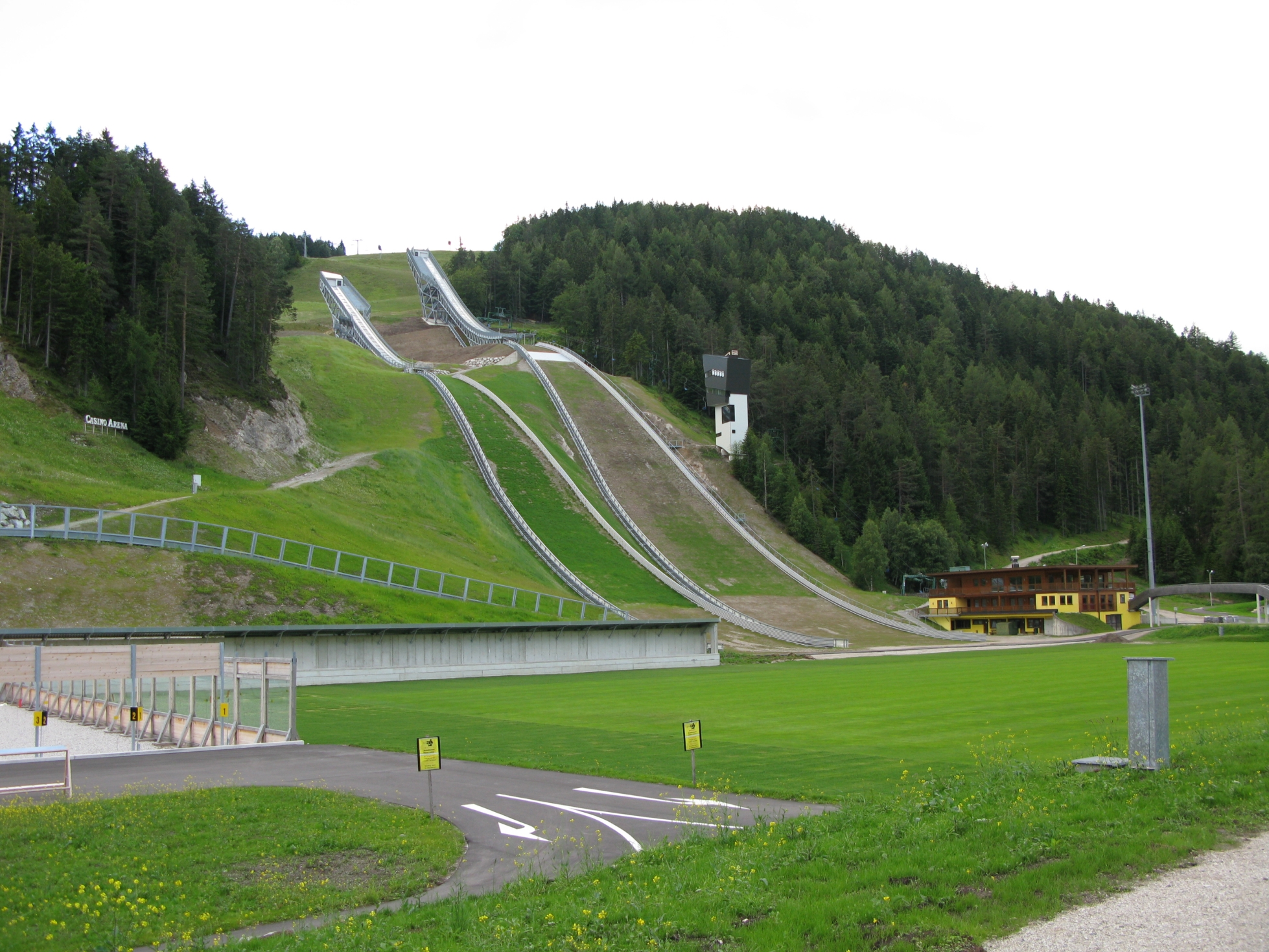

De Noordse combinatie is een van de olympische sporten die beoefend werden tijdens de Olympische Jeugdwinterspelen 2012 in Innsbruck. De wedstrijden werden gehouden in het nabijgelegen Seefeld. Alleen jongens mochten aan deze sportdiscipline delnemen. Er waren twee onderdelen; de individuele Gundersen op 15 januari en een teamwedstrijd samen met het schansspringen op 20 januari.

## Deelnemers
De deelnemers moesten in 1995 of 1996 geboren zijn. Het maximale aantal deelnemers was door het IOC vastgesteld op 20 jongens met een maximum van een per land.
De startplaatsen werden verdeeld op basis van het landenklassement van het WK Noordse combinatie en ook het gastland kreeg een startplaats toebedeeld. De overige startplaatsen waren voor de landen die daarnaast het beste scoorden in de individuele 5 km wedstrijd op datzelfde WK. Indien plaatsen niet ingevuld werden, wees de FIS deze alsnog toe. Het land bepaalde vervolgens zelf welke deelnemer het inschreef.

## Gemengdteam noordse combinatie/schansspringen
Aan de landenteamwedstrijd schansspringen nam per land een noordse combinatieskiër, een schansspringer en een schansspringster deel.
Raadpleeg voor de uitslagen het artikel Schansspringen op de Olympische Jeugdwinterspelen 2012.

## Medailles
| Onderdeel                                       | Goud | Goud                                          | Zilver | Zilver                                  | Brons | Brons                                    |
| ----------------------------------------------- | ---- | --------------------------------------------- | ------ | --------------------------------------- | ----- | ---------------------------------------- |
| Individuele Gundersen / 10 km klassiek          | CZE  | Tomas Portyk                                  | FIN    | Ilkka Herola                            | JPN   | Go Yamamoto                              |
| Noordse combinatie- Schansspringen gemengd team | GER  | Tom Lubitz Katharina Althaus Andrea Wellinger | SLO    | Luka Pintaric Ursa Bogataj Anze Lanisek | CAN   | Nathaniel Mah Taylor Henrich Dusty Korek |

## Uitslagen
| #      | Naam                 | Land | Schansspringen | Schansspringen | Schansspringen | Langlaufen     | Tijd + achterstand |
| #      | Naam                 | Land | Sprong         | Punten         | Tijdverschil   | Langlaufen     | Tijd + achterstand |
| ------ | -------------------- | ---- | -------------- | -------------- | -------------- | -------------- | ------------------ |
| Goud   | Tomas Portyk         | CZE  | 75,0           | 129.8 (5)      | 0.31           | 26.00,4 (2)    | 026.31,4           |
| Zilver | Ilkka Herola         | FIN  | 76,0           | 130.2 (4)      | 0.29           | 26.05,2 (3)    | + 9.92,8           |
| Brons  | Go Yamamoto          | JPN  | 75,5           | 132.5 (2)      | 0.20           | 26.19,9 (4)    | + 9.98,5           |
| 04     | Tom Lubitz           | GER  | 78,0           | 137,5 (1)      | 0.00           | 26.57,6 (7)    | + 9.26,2           |
| 05     | Raffaele Buzzi       | ITA  | 71,0           | 119,2 (11)     | 1.13           | 25.50,4 (1)    | + 9.32,0           |
| 06     | Harald Johnas Riiber | NOR  | 75,0           | 131.3 (3)      | 0.25           | 27.05,9 (8)    | + 9.58,6           |
| 07     | Kristjan Ilves       | EST  | 73,0           | 124.5 (8)      | 0.52           | 26.50,9 (6)    | + 1.11,5           |
| 08     | Paul Gerstgraser     | AUT  | 70,0           | 116.8 (12)     | 1.23           | 26.25,7 (5)    | + 1.17,3           |
| 09     | Jan Kirchhofer       | SUI  | 73,5           | 125,7 (7)      | 0.47           | 27.52,8 (9)    | + 2.08,4           |
| 10     | Luka Pintaric        | SLO  | 72,5           | 125,8 (6)      | 0.47           | 28.43,8 (11)   | + 2.59,4           |
| 11     | Nathaniel Mah        | CAN  | 72,0           | 122.6 (9)      | 1.00           | 28.35,9 (10)   | + 3.03,6           |
| 12     | Tom Balland          | FRA  | 66,0           | 104.7 (14)     | 2.11           | 28.52,7 (12)   | + 4.32,3           |
| 13     | Colton Kissell       | USA  | 67,5           | 105.3 (13)     | 2.09           | 29.11,6 (15)   | + 4.49,2           |
| 14     | Roman Terekhin       | RUS  | 58,5           | 085.2 (15)     | 3.29           | 28.56,5 (13)   | + 5.54,1           |
| 15     | Nikita Maladsou      | BLR  | 52,0           | 066.1 (17)     | 4.46           | 29.06,7 (14)   | + 7.21,3           |
| 16     | Vitaly Marchenko     | UKR  | 58,0           | 080.0 (16)     | 3.50           | 30.28,1 (16)   | + 7.46,7           |
|        | Michal Pytel         | POL  | 72,5           | 120.8 (10)     | 1.07           | niet gefinisht |                    |

Alpineskiën · Biatlon · Bobsleeën · Curling · Freestyleskiën · IJshockey · Kunstrijden · Langlaufen · Noordse combinatie · Rodelen · Schaatsen · Schansspringen · Shorttrack · Skeleton · Snowboarden